# 沃川警察署
沃川警察署（オクチョンけいさつしょ）は、忠北地方警察庁所管の警察署である。

## 管轄区域
- 沃川郡

## 沿革
- 1945年10月21日 - 開署
- 1983年11月20日 - 現在の庁舎が完成

## 組織
- 警務課
- 生活安全課
- 捜査課
- 情報保安課

## 管轄地区隊
- 中央地区隊

## 管轄派出所
- 郡北派出所
- 伊院派出所
- 東二派出所
- 安内派出所
- 青山派出所
- 青城派出所

## 管轄治安センター
- 郡西治安センター
- 安南治安センター